# May Chidiac
Pour les articles homonymes, voir Chidiac.
May Chidiac, née le 20 juillet 1964 à Beyrouth, est une journaliste et femme politique libanaise.

## Biographie
Après des études en mathématiques, elle choisit le journalisme et débute en 1982 à la radio Voice of Lebanon.
Présentatrice vedette du journal télévisé de la Lebanese Broadcasting Corporation depuis son lancement en 1985, elle est proche des Forces libanaises et de leur leader Samir Geagea.
Connue pour ses positions anti-syriennes et favorables à l’Alliance du 14 Mars, elle échappe par miracle le 25 septembre 2005 à une tentative d’assassinat à la voiture piégée. Grièvement blessée, elle sera amputée du bras et de la jambe gauche.
Transférée à Paris pour être soignée et pour recevoir des greffes, elle reçoit différents prix et récompenses pour son courage politique. À la suite du décès de l’ancien député Edmond Naïm, elle déclare sa candidature à l’élection législative partielle pour le poste de député maronite de Baabda. Néanmoins, elle se désiste quelques semaines plus tard en faveur de Pierre Daccache.
Elle rentre au Liban le 12 juillet 2006 et anime depuis une émission politique hebdomadaire.
Elle reçoit également en 2006 le prix mondial de la liberté de la presse.
En mai 2007, elle reçoit de Jacques Chirac les insignes de la Légion d'honneur[réf. souhaitée].
En janvier 2009, la journaliste annonce lors de son talk-show sur la chaîne LBC sa décision de démissionner de son poste d’animateur de talk-show politique. Chidiac accueillait le ministre du Tourisme Elie Marouni et un journaliste du quotidien Al-Akhbar lors de son annonce, qui fut un choc pour ses spectateurs et ses invités. Chidiac déclare alors que « des guerres ont été menées sans relâche par ses collègues contre elle » et ajoute qu'elle a décidé d'arrêter parce que sa dignité était en jeu.
Chidiac a reconnu que son annonce était une surprise, tout en remerciant son équipe alors en état de choc :« Une nouvelle équipe nous a rejoint récemment, et ils sont choqués, car personne n'avait eu vent de la décision que j'ai prise ».
Le 31 janvier 2019, elle est nommée ministre d’État pour le Développement administratif.

### Vie privée
Elle a deux enfants, Serge et Juliette, qui ont la double nationalité française et libanaise et qui résident actuellement à Paris.